# Calinaticina
Calinaticina is een geslacht van weekdieren uit de klasse van de Gastropoda (slakken).

## Soort
- Calinaticina oldroydii (Dall, 1897)